# Um Sonho Possível
The Blind Side (br/pt: Um Sonho Possível) é um filme norte-americano de drama biográfico e esporte, baseado no livro The Blind Side: Evolution of a Game de Michael Lewis, com roteiro e direção de John Lee Hancock. O filme estreou nos Estados Unidos em 20 de novembro de 2009, no Brasil a estréia foi apenas em 19 de março de 2010 e em Portugal, 25 de março de 2010.

## Enredo
Em 2003, Michael "Big Mike" Oher tem vivido em um orfanato com famílias diferentes em Memphis, Tennessee. Toda vez que ele é colocado em uma nova casa, ele foge. O pai de seu amigo, em cujo sofá Michael foi dormir, pede para Burt Cotton, o treinador de Wingate Christian School, para ajudar a matricular seu filho e Michael. Impressionado com o tamanho e capacidade atlética do menino, Cotton fica e ele admiti-lo apesar de ter um registro acadêmico insatisfatório. Michael faz amizade com um rapaz chamado Sean Jr. "SJ" Tuohy, que está intimidado por sua aparência. A mãe de SJ, Leigh Anne Tuohy, uma designer, começa a tomar conhecimento de Michael como um garoto solitário. Uma noite, Leigh Anne percebe Michael andando na estrada, tremendo de frio, e descobre que ele tem a intenção de passar a noite do lado de fora no ginásio da escola, já que não tem para onde ir. Apesar de seu marido ter receio, ela convida "Big Mike" para passar a noite em sua casa. Na manhã seguinte, Leigh Anne pega o rapaz tentando deixar a casa em silêncio. Ela pede a ele para passar o feriado de Ação de Graças com sua família. Lentamente, Michael se torna um membro da família Tuohy, Leigh Anne lhe compra roupas, SJ ganha a sua confiança, e filha adolescente Collins o ajuda a fazer amigos na escola. Quando Leigh Anne procura tornar-se guardiã legal de Michael, ela descobre que ele foi separado de sua mãe drogada quando ele tinha sete anos e que ninguém sabe seu paradeiro. Ela também vê que embora ele tenha marcado uma nota baixa em uma prova de aptidão profissional, ele tem 98% no quesito "instinto de proteção", e depois de Michael salvar a vida de SJ em um acidente de carro (desviando o airbag com as próprias mãos), usa isso para melhorar drasticamente a sua performance no campo de futebol.
Após um jogo em que o adversário o ofende, chamando de "lixo negro e gordo" e a arbitragem finge não ver, além de aplicar falta contra o time de "Big Mike", o treinador se irrita, mas o jovem o acalma e consegue anular o adversário falastrão durante o resto da partida, incluindo um lance marcante no filme, quando Michael além de bloquear, carrega por várias jardas o adversário, e só para quando encontra a barreira de proteção no fim do campo. Com várias performances incríveis,surge uma oportunidade para Michael jogar no nível universitário e ele é procurado por um grande número de faculdades. A fim de satisfazer o requisito mínimo do GPA, os Tuohys contratam uma professora particular, a franca e gentil senhorita Sue. Durante as aulas, ela tenta guiá-lo no sentido de Ole Miss, fazendo observações sobre a Universidade de Tennessee (as partes enterradas do corpo de pessoas mortas sob o campo de futebol). Michael decide em última instância ir para Ole Miss, mas uma investigação segue para observar se Michael foi indevidamente influenciado pela Tuohys e a senhorita Sue em seu benefício. Depois de algumas perguntas o rapaz se irrita sai da sala antes da entrevista acabar. Depois de enfrentar Leigh Anne sobre seus motivos para influenciá-lo, Michael vai encontrar sua mãe biológica no seu antigo bairro. Alguns homens que conhecem Michael recebem-no de volta e oferecem-lhe cerveja. Quando o líder da gangue faz comentários sexualmente sugestivos sobre Leigh Anne e Collins, Michael dá uma surra nele e em seus comparsas e foge. Depois de pensar e questionar Leigh Anne sobre o assunto, Michael percebe que os Tuohys são agora a sua família e diz a investigadora em outra entrevista que frequentar a escola que sua família estudou é a razão dele optar por Ole Miss. Michael chega em Ole Miss, e o filme acaba com Leigh Anne contando que um rapaz de 21 anos (amigo de Michael) foi morto no dia do seu aniversário no bairro em que o jovem morava, e agradecendo à Deus e a Lawrence Taylor por não ter sido seu filho. Após isso a cena real do Draft da NFL de 2009 aparece, onde Michael Oher é escolhido na 1ª rodada pelo Baltimore Ravens. Algumas imagens reais e do filme são mostradas nos créditos.

## Elenco
| Ator / Atriz   | Personagem              |
| -------------- | ----------------------- |
| Sandra Bullock | Leigh Anne Tuohy        |
| Quinton Aaron  | Michael "Big Mike" Oher |
| Tim McGraw     | Sean Tuohy              |
| Kathy Bates    | Dona Sue                |
| Lily Collins   | Collins Tuohy           |
| Jae Head       | Sean "SJ" Tuohy Jr.     |
| Ray McKinnon   | Treinador Cotton        |
| Kim Dickens    | Sr.ª Boswell            |
| Adriane Lenox  | Denise Oher             |
| Catherine Dyer | Sr.ª Smith              |

## Produção
- Sandra Bullock ganhou a estatueta de melhor atriz no Óscar, depois de recusar o papel três vezes, e recebeu ótimas críticas por sua atuação.
- Julia Roberts rejeitou o papel de Leigh Anne Tuohy.[5]
- É o filme mais rentável protagonizado por uma mulher (o recorde que era de Pretty Woman, protagonizado por Julia Roberts), até Jogos Vorazes (2012) e Jogos Vorazes - Em Chamas (2013).
- Sandra Bullock recebeu um cachê de 5 milhões de dólares.
- Demi Moore também foi cotada para o papel de Leigh Anne Tuohy

## Bilheteira
Um Sonho Possível tirou Lua Nova do topo da bilheteria nos Estados Unidos e no Canadá, depois de duas semanas em segundo lugar. Segundo a firma especializada, Exhibitor Relations, o filme vendeu 20,4 milhões de dólares em ingressos, para somar desde a estreia cerca de 130 000 000,00 dólares. O filme teve uma bilheteria final de quase 310 milhões.

## Recepção
Um Sonho Possível teve uma recepção mista para positiva por parte da crítica especializada. Com base de 29 avaliações profissionais alcançou uma pontuação de 53 em 100 no Metacritic. Com um índice de 66% o Rotten Tomatoes publicou um consenso: "Ele pode atacar alguns espectadores um pouco fácil, mas The Blind Side tem a vantagem de um material de fonte forte e um forte desempenho de Sandra Bullock."

## Controvérsias
Em agosto de 2023, Oher entrou com uma ação judicial para encerrar a tutela administrada feita pela família Tuohy sobre ele. No processo, afirmou que nunca recebeu pagamentos de royalties pelo filme e nunca foi adotado legalmente pela família, mas, ao contrário, foi levado a assinar o contrato de tutela acreditando que estava sendo formalmente adotado.
O filme possui vários momentos que desviam da história real que retrata. Por exemplo, o personagem principal, Michael Oher, é retratado como um adolescente de inteligência abaixo da média e sem conhecimento de futebol americano que é apadrinhado pela família Tuohy e com eles aprendeu a ser um bom aluno e atleta. Na realidade, Oher já era um atleta destacado na escola e possuía notas consideradas satisfatórias. O papel dos Tuohy em sua formação é um dos aspectos mais exagerados, incluindo a noção de que eles adotaram Oher e o assumiram como um membro da família.
O filme foi criticado por perpetuar o tropo cinematográfico do "salvador branco". Jeffrey Montez de Oca, da Universidade de Colorado-Colorado Springs, escreveu que no retrato de adoção visto em The Blind Side, a "caridade opera como um ato significante de branquitude que obscurece as relações sociais de dominação que não apenas tornam a caridade possível, mas também criam uma subclasse urbana carente de caridade". Melissa Anderson, do Dallas Observer, argumenta que o retrato "mudo e dócil" de Oher efetivamente endossa o estereótipo "Tio Tom" de submissão afro-americana à autoridade branca.
Michael Oher também expressou seu descontentamento com o filme, em particular como retratou sua inteligência. No seu livro, I Beat The Odds: From Homelessness, to The Blind Side, and Beyond, Oher escreveu: "Eu senti que [o filme] me retratou como burro em vez de como uma criança que nunca teve instrução acadêmica consistente e acabou prosperando assim que conseguiu".

## Prêmios e indicações
Oscar 2010
- Melhor Filme - Indicado

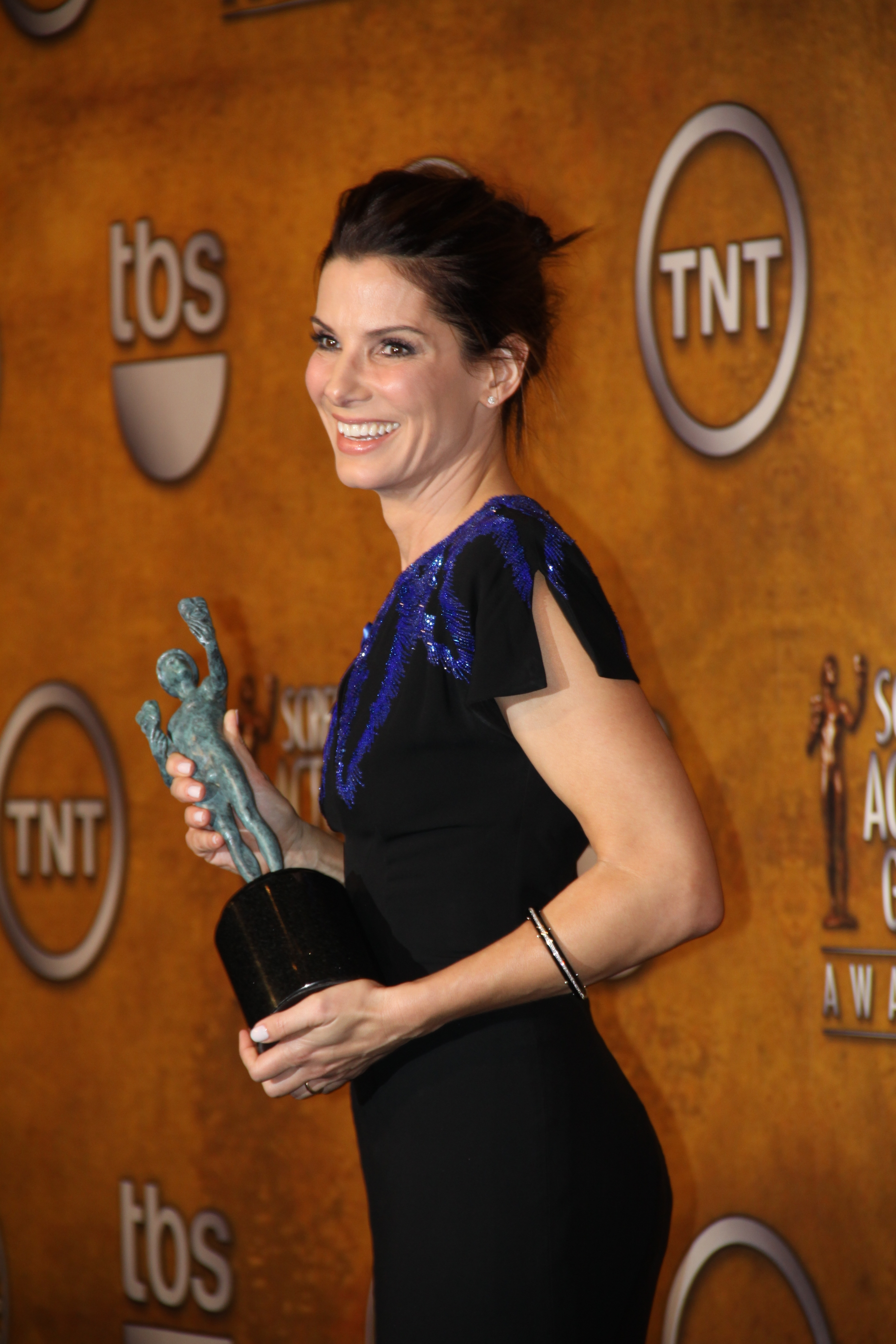
Sandra Bullock recebendo seu SAG de melhor atriz.

- Melhor atriz (Sandra Bullock) - Vencedora

Golden Globe Awards 2010
- Melhor Atriz/Drama (Sandra Bullock) - Vencedora

SAG's 2010
- Melhor atriz (Sandra Bullock) - Vencedora

Critic's Choice Awards 2010
- Melhor atriz (Sandra Bullock) - Vencedora, empatada com Meryl Streep por Julie & Julia